# Europäischer Karlspreis der Sudetendeutschen Landsmannschaft
Der Europäische Karlspreis der Sudetendeutschen Landsmannschaft (offizielle Schreibweise mit Bindestrich: Europäischer Karls-Preis) wird seit 1958 jährlich vergeben. Im Unterschied zum Internationalen Karlspreis zu Aachen ist der Karlspreis der Sudetendeutschen Landsmannschaft nach dem böhmischen König und römisch-deutschen Kaiser Karl IV. benannt.
Preisträger sind „Persönlichkeiten und Einrichtungen der Politik, des Geisteslebens oder der Wirtschaft“, die sich „besondere Verdienste um die Verständigung und Zusammenarbeit der Völker und Länder Mitteleuropas“ erworben haben. Der Preis wird dem Preisträger im Rahmen des Sudetendeutschen Tages vom Sprecher der Sudetendeutschen Landsmannschaft verliehen.
Der Europäische Karlspreis besteht aus einer Urkunde, einer Medaille mit Band in den sudetendeutschen Farben (Schwarz-Rot-Schwarz) und einem Preisgeld. Die Medaille ist eine Nachbildung des Majestätssiegels Kaiser Karl IV. an der Goldenen Bulle von 1356, dem Grundgesetz des Heiligen Römischen Reiches.

## Die Preisträger
Quelle:
- 1958 – Lev Prchala
- 1959 – Julius Raab
- 1960 – Rudolf Lodgman von Auen
- 1961 – Philip A. Hrobak
- 1962 – Rudolf Laun
- 1963 – Franz Josef II. von und zu Liechtenstein
- 1964 – Frederick Hertz
- 1965 – Werenfried van Straaten
- 1966 – Richard Nikolaus Coudenhove-Kalergi
- 1967 – Hugo Hantsch
- 1968 – Hans-Christoph Seebohm und Wenzel Jaksch
- 1969 – Alfons Goppel
- 1970 – Otto von Habsburg
- 1971 – Karl Kern
- 1972 – Povl Skadegard und Jytte Skadegard
- 1973 – Silvius Magnago
- 1974 – Hans Ehard und Wilhelm Hoegner
- 1975 – Josef Kardinal Mindszenty
- 1976 – Theodor Veiter
- 1977 – Felix Ermacora
- 1978 – Leo-Clement Tindemans
- 1979 – Hans Schütz
- 1980 – Fritz Pirkl
- 1981 – Richard Stücklen
- 1982 – Franz Josef Strauß
- 1983 – Walter Becher
- 1984 – Josef Stingl
- 1985 – Lothar Späth
- 1986 – Stefan Roman
- 1987 – Guy Heraud
- 1988 – Friedrich Zimmermann
- 1989 – Otto Kimminich
- 1990 – das ungarische Volk
- 1991 – Karl Carstens
- 1992 – Gerhard Pieschl
- 1993 – Egon Klepsch
- 1994 – Alois Mock
- 1995 – Edmund Stoiber
- 1996 – Theo Waigel
- 1997 – Volkmar Gabert
- 1998 – Dieter Blumenwitz
- 1999 – Luis Durnwalder
- 2000 – Barbara Stamm
- 2001 – Wolfgang Schüssel
- 2002 – Arnulf Baring
- 2003 – Franz Neubauer
- 2004 – Christoph Pan
- 2005 – Josef Koukl
- 2006 – Josef Pühringer
- 2007 – Roland Koch
- 2008 – Petr Uhl
- 2009 – Günther Beckstein
- 2010 – Erika Steinbach
- 2011 – Rudolf Schuster
- 2012 – Max Mannheimer
- 2013 – Horst Seehofer
- 2014 – Milan Horáček
- 2015 – Valentin Inzko
- 2016 – Hans-Adam II.
- 2017 – Volker Bouffier
- 2018 – Christoph Schönborn[3]
- 2019 – Charlotte Knobloch
- 2020 – Klaus Johannis (wegen Corona-Pandemie Verleihung im Jahr 2022)[4]
- 2021 – Daniel Herman
- 2022 – Wolodymyr Selenskyj[4]
- 2023 – Christian Schmidt und Libor Rouček
- 2024 – Jean-Claude Juncker
- 2025 – Markus Söder[5]